# Angelo Poffo
John Angelo Poffo (Downers Grove, 10 aprile 1925 – Sarasota, 4 marzo 2010) è stato un wrestler statunitense.
Diresse l'International Championship Wrestling dal 1979 al 1983, organizzando show in Tennessee, Kentucky ed Arkansas. È il padre di "The Genius" Lanny Poffo e "Macho Man" Randy Savage.

## Carriera
Poffo iniziò la sua carriera da lottatore nel 1948 nella palestra di Karl Pojello in Illinois. Disputò il suo primo match nel 1949 contro Ruffy Silverstein. Talvolta combatteva utilizzando il ring name The Masked Miser o svolgeva l'attività di manager di altri wrestler utilizzando lo pseudonimo The Miser. Divenne un heel per la prima volta nel 1950. A metà anni cinquanta, Bronco Lubich era il suo manager. Nel 1958 vinse l'NWA United States Heavyweight Championship (Chicago version).
Nel 1966 formò un tag team con Chris Markoff denominato "The Devil's Duo", con manager Bobby "The Brain" Heenan. Prima ancora, nel 1964 fece coppia per breve tempo con Nicoli Volkoff (da non confondersi con il più noto Nikolai Volkoff) e detenne il WWA Tag Team Championship. Nel 1973, fu la volta dei "The Graduates" con Ken Dillinger.
Nel corso degli anni settanta ed ottanta, Poffo lottò in Canada indossando una maschera con il nome The Carpet Bagger nella Atlantic Grand Prix Wrestling di Emile Dupree.
Secondo quanto dichiarato dal figlio Lanny Poffo, Vince McMahon non volle includere Angelo Poffo in un evento del 1987 della World Wrestling Federation dedicato alle leggende del ring. Questo fatto causò i primi attriti tra McMahon e l'altro figlio di Poffo, Randy Savage (che all'epoca lottava in WWF).
Angelo Poffo lottò nel suo ultimo match nel 1991 affrontando Luis Martinez.
Nel 1995 fece qualche sporadica apparizione nella World Championship Wrestling (WCW) facendo da manager al figlio, Randy Savage. In questo periodo, in un'occasione attaccò "The Nature Boy" Ric Flair, che lo imprigionò nella sua mossa figure four leglock. Nel 1995, fu introdotto nella WCW Hall of Fame.

## Vita privata
I genitori di Poffo erano degli immigrati italiani. Angelo Poffo giocò nella squadra di baseball della DePaul University. Al college, studiò educazione fisica e giocò nella squadra di scacchi della scuola. Sempre al college, conobbe la futura moglie Judy, con la quale si sarebbe sposato il 6 giugno 1949. La coppia ebbe due figli, Randy e Lanny.
Dopo essersi ritirato dal ring, Poffo insegnò educazione fisica in Illinois.

## Personaggio

### Mosse finali
- Front facelock
- Neckbreaker

### Manager
- Bronco Lubich
- Bobby Heenan
- Solomon Weingeroff

## Titoli e riconoscimenti
- Atlantic Grand Prix Wrestling
  - AGPW North American Tag Team Championship (1) – con The Cuban Assassin
- Cauliflower Alley Club
  - Other honoree (1996)
- International Championship Wrestling
  - ICW Television Championship (1)
- NWA Chicago
  - NWA United States Heavyweight Championship (Chicago version) (1)
- NWA Detroit
  - NWA World Tag Team Championship (Detroit version) (1) – con Lanny Poffo
- Southwest Sports, Inc.
  - NWA Texas Tag Team Championship (1) – con Bronco Lubich
- World Championship Wrestling
  - WCW Hall of Fame (Classe del 1995)
- World Wrestling Association
  - WWA World Tag Team Championship (3) – con Chris Markoff (2), Nicoli Volkoff (1) [4]